# Jeugdwerk
Jeugdwerk is de verzamelnaam die in Vlaanderen wordt gebruikt voor jeugdverenigingen zoals jeugdbewegingen, jeugdhuizen, en speelpleinwerkingen (activiteiten op speelpleinen tijdens vakanties). 
De wettelijke definitie luidt: groepsgericht sociaal-cultureel werk op basis van niet-commerciële doelen voor of door de jeugd, die daaraan deelneemt op vrijwillige basis, in de sfeer van de vrije tijd, onder educatieve begeleiding en georganiseerd door particuliere jeugdverenigingen, of door gemeentelijke of provinciale openbare besturen. 

## Jeugdwerkvormen
Jeugdwerkinitiatieven worden onderverdeeld in 11 groepen. Deze groepen hebben elk hun eigen karakter en werkmethode. 
- Jeugdbewegingen, zoals Chiro, FOS Open Scouting, Katholieke Studentenactie, Scouts en Gidsen Vlaanderen
- Jeugdateliers (de koepel crefi vzw/Jonge Helden)
- Jeugdhuizen (meestal aangesloten bij de koepel Formaat Jeugdhuiswerk Vlaanderen
- Speelpleinwerkingen (de koepel Vlaamse Dienst Speelpleinwerk)
- Jongerenvereniging, zoals Kristelijke Arbeidersjongeren
- Studentenclubs
- Jeugdwerk met specifieke doelgroep, zoals leerlingenraden, migrantenwerking
- Jeugdwerk met specifiek werkveld, zoals Jeugd Rode kruis, Jeugdbond voor Natuur en Milieu
- Politieke jongerenorganisaties zoals JONGCD&V, Jong Groen, Jong VLD, Jong N-VA
- Godsdienstige jongerenorganisaties, zoals +13
- Jeugddiensten, een organisatie van volwassenen met een aanbod voor kinderen en jongeren.